# José Róbson do Nascimento
José Róbson do Nascimento (født 10. maj 1969) er en tidligere brasiliansk fodboldspiller.